# Impresión (Guillermo Silveira)
Impresión es una de las obras más personales a la vez que menos conocidas de la etapa de madurez del pintor y escultor español Guillermo Silveira (1922-1987). Representa una vista general del santuario de la Virgen de los Remedios, ubicado a unos seis kilómetros al noreste del casco urbano de Fregenal de la Sierra (Badajoz), o según el propio autor «la imagen [del edificio] que conservaba "impresa" en su memoria» (coincidente a grandes rasgos con la panorámica observable hacia el comienzo de la cuesta tomada como el último tramo del camino de acceso al lugar), está realizada a base de pintura acrílica sobre aglomerado de madera y sus dimensiones son de 69 x 88 cm.

## Historia y características

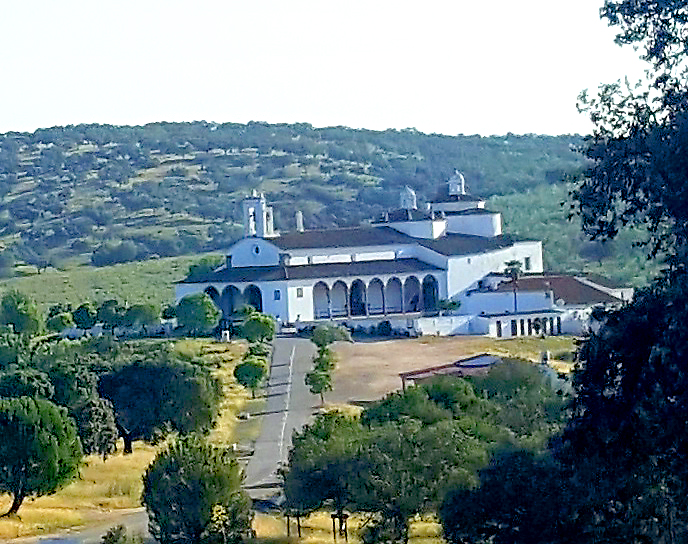
Fregenal de la Sierra. Vista panorámica del santuario de la Virgen de los Remedios captada hacia el comienzo de la cuesta tomada como el último tramo del camino de acceso al lugar y coincidente grosso modo con la pintura en cuestión.

A la vista de su fecha de realización (1976), el cuadro se debió pintar en su domicilio estudio de Traseras de Colón n.º 1-1.º 2 (bloque de suboficiales del Ejército del Aire) de la capital pacense, en el que Silveira vivió con su familia desde finales de la década de los sesenta hasta últimos de la siguiente.
Del 25 de abril al 2 de mayo del año citado —en el transcurso de sus fiestas patronales— el artista expuso en el salón de plenos del ayuntamiento de Fregenal, donde había residido entre 1934 y agosto de 1936. Se presentaron veintiuna obras, la mayoría conocidas de antemano, entre las que figuraban algunas de sus piezas emblemáticas, que no fueron del agrado de gran parte del público visitante. Silveira, por su parte, donó el cuadro con la idea de que fuese subastado en el contexto de las tradicionales «rifas de tableros» que cada año se celebran en la población por estas fechas, que finalmente quedó en propiedad de dicho Ayuntamiento, que ya contaba por entonces con la obra titulada Paisaje (canal de riego), expuesta en Dinamarca en diciembre de 1968. Tras permanecer colgada durante más de dos décadas en las dependencias de la sede principal del Ayuntamiento de la localidad, se encuentra hasta el presente en el edificio que albergaba la antigua escuela hogar, actual Centro Municipal Nertóbriga.
Artísticamente el estudio de la pieza descubre un profundo conocimiento de autores como el también extremeño Ortega Muñoz, Benjamín Palencia, Vázquez Díaz y en general de la denominada Escuela de Madrid. Cromáticamente predominan los tonos violentos, que contrastan con la oscuridad del resto de la obra, dispuestos en grandes planos muy delimitados, así como un empleo abundante de materia pictórica, lo que acrecienta el tono expresionista del espacio figurativo del cuadro.

## Exposiciones
- «Pinturas de Guillermo Silveira». Salón de plenos del ayuntamiento de Fregenal de la Sierra (Badajoz), 25 de abril-2 de mayo de 1976 (n.º 1).[11][12][1]

## Obras relacionadas
- Finca los Cardos. Técnica mixta sobre papel, 36 × 50 cm. Col. particular, Badajoz.
- Higueras, años 1970. Técnica mixta sobre papel, 37 × 51 cm. Reproducida en Pérez Reviriego, Miguel (2015). ¿Qué pasó en Ibahernando? (1848-1999). Asociación Cultural Vivahernando. p. 5. ISBN 978-8416184514. Col. particular, Badajoz.
- Sin título (paisaje rural), c. 1983. Tinta y gouache sobre papel, 35 × 49 cm. Col. particular, Badajoz.
- Sin título (paisaje rural), c. 1983. Tinta y gouache sobre papel, 36 × 51 cm. Col. particular, Badajoz.

### Hemerografía
- Márquez Martínez, Juan Ignacio (14 may. 2018). «Silveira en Fregenal (2)». Hoy (Fregenal de la Sierra). Edición digital.
- Márquez Martínez, Juan Ignacio (may. 2018). «Silveira en Fregenal (2)». Hoy (Fregenal de la Sierra): 9. Edición impresa.
- Pérez Reviriego, Miguel (29 abr. 1976). «Silveira en Fregenal». Hoy (Badajoz): 5.